# Plagiaulacida
De Plagiaulacida zijn een onderorde van uitgestorven multituberculate zoogdieren. Multituberculaten behoorden tot de meest voorkomende zoogdieren van het Mesozoïcum, het tijdperk van de dinosauriërs. Plagiaulacida zijn een parafyletische groep, die alle multituberculaten bevat die buiten de gevorderde groep Cimolodonta liggen. Ze varieerden van het Midden-Jura tot het vroege Laat-Krijt van het noordelijk halfrond. Tijdens het Cenomanien werden ze vervangen door de meer geavanceerde Cimolodonta.
Kielan-Jaworowska en Hurum (2001) verdelen Plagiaulacida in drie informele families, de Paulchoffatiidae, de Plagiaulacidae en de Allodontidae.

## Allodontide lijn
De Allodontide lijn kan de superfamilie Allodontoidea zijn. Zowel allodontiden als paulchoffatiïden (hieronder) behoorden tot de meest basale van de plagiaulaciden. De Allodontide lijn bevat:
- De familie Allodontidae is bekend uit twee geslachten uit de Morrison-formatie uit het Laat-Jura van Noord-Amerika.
- De familie Zofiabaataridae bevat als enige geslacht Zofiabaatar en komt ook uit de Morrison-formatie. De affiniteiten van het geslacht Glirodon uit de Morrison-formatie zijn onduidelijk, maar het ligt ook binnen de Allodontide lijn.

## Paulchoffatiide lijn
De Paulchoffatiide lijn kan de superfamilie Paulchoffatioidea zijn. Sommige overblijfselen uit het Midden-Jura van Engeland zouden tot deze groep kunnen behoren. Vertegenwoordigers zijn vooral bekend uit het Boven-Jura, (vooral uit Guimarota, Portugal), hoewel sommige nog leefden tijdens het Vroeg-Krijt. De geslachten van de familie Paulchoffatiidae zijn verdeeld in twee subfamilies, plus een paar moeilijker te plaatsen individuen:
- De onderfamilie Paulchoffatiinae omvat Paulchoffatia en zijn verwanten. Dit taxon bevat negen geslachten.
- De onderfamilie Kuehneodontinae bestaat uitsluitend uit het geslacht Kuehneodon, hoewel er een half dozijn genoemde soorten zijn.

Andere geslachten omvatten Galveodon en Sunnyodon, beide gebaseerd op tanden uit respectievelijk het Vroeg-Krijt van Spanje en Engeland.
Ook toegewezen aan de paulchoffatiide lijn, maar niet de familie zelf, is de familie Pinheirodontidae, die bekend is van tanden uit het Vroeg-Krijt die in Iberia en Engeland worden gevonden, evenals Rugosodon uit het Midden-Laat-Jura van China.

## Plagiaulacide lijn (mogelijk superfamilie Plagiaulacoidea)
De familie Plagiaulacidae is bekend van het Laat-Jura (Noord-Amerika) tot het Vroeg-Krijt (Europa), vertegenwoordigd door Plagiaulax, Bolodon en Morrisonodon.
De familie Albionbaataridae is bekend van het Laat-Jura tot het Vroeg-Krijt van Europa en Azië (China – onbeschreven, 2001). Dit waren multituberculaten ter grootte van een spitsmuis, met enkele overeenkomsten met de paulchoffatiiden.
Leden van de familie Eobaataridae vertonen gebitsovereenkomsten met leden van de Paracimexomys-groep (Cimolodonta). Ze zijn bekend van het Laat-Jura tot het Vroeg-Krijt van Europa en Azië.
Sinobaatar werd beschreven in de studie van Kielan-Jaworowska en Hurum (2001). Het Mongoolse woord 'baatar', 'held', wordt vaak gebruikt in de nomenclatuur van multituberculaten. Dit weerspiegelt het feit dat veel van de meest complete fossielen zijn teruggevonden op locaties in Mongolië, hoewel dit nog meer geldt voor leden van de meer afgeleide Cimolodonta.
Een paar andere geslachten passen mogelijk ergens binnen Plagiaulacida. Dit is voorlopig voorgesteld voor Janumys van het Midden-Krijt. Zijn tijdgenoot Ameribaatar heeft onzekere affiniteiten. Beide werden eind 2001 voor het eerst beschreven.

## Taxonomie
Onderklasse  †Allotheria Marsh, 1880
- Orde †Multituberculata Cope, 1884:
  - Onderorde †Plagiaulacida Simpson 1925
    - Familie †Paulchoffatiidae Hahn, 1969
      - Onderfamilie †Paulchoffatiinae Hahn, 1971
        - Paulchoffatia Kühne, 1961
          - P. delgador Kühne, 1961

        - Pseudobolodon Hahn, 1977
          - P. oreas Hahn, 1977
          - P. krebsi Hahn & Hahn, 1994

        - Henkelodon Hahn, 1987
          - H. naias Hahn, 1987

        - Guimarotodon Hahn, 1969
          - G. leiriensis Hahn, 1969

        - Meketibolodon (Hahn, 1978) Hahn, 1993
          - M. robustus (Hahn, 1978) Hahn, 1993

        - Plesiochoffatia Hahn & Hahn, 1999
          - P. thoas Hahn & Hahn, 1998
          - P. peparethos Hahn & Hahn, 1998
          - P. staphylos Hahn & Hahn, 1998

        - Xenachoffatia Hahn & Hahn, 1998
          - X. oinopion Hahn & Hahn, 1998

        - Bathmochoffatia Hahn & Hahn, 1998
          - B. hapax Hahn & Hahn, 1998

        - Kielanodon Hahn, 1987
          - K. hopsoni Hahn, 1987

        - Meketichoffatia Hahn, 1993
          - M. krausei Hahn, 1993

        - Galveodon Hahn & Hahn, 1992
          - G. nannothus Hahn & Hahn, 1992

        - Sunnyodon Kielan-Jaworowska & Ensom, 1992
          - S. notleyi Kielan-Jaworowska & Ensom, 1992

      - Onderfamilie †Kuehneodontinae Hahn, 1971
        - Kuehneodon Hahn, 1969
          - K. dietrichi Hahn, 1969
          - K. barcasensis Hahn & Hahn, 2001
          - K. dryas Hahn, 1977
          - K. guimarotensis Hahn, 1969
          - K. hahni Antunes, 1988
          - K. simpsoni Hahn, 1969
          - K. uniradiculatus Hahn, 1978

      - Familie †Pinheirodontidae Hahn & Hahn, 1999
        - Pinheirodon Hahn & Hahn, 1999
          - P. pygmaeus Hahn & Hahn, 1999
          - P. vastus Hahn & Hahn, 1999

        - Bernardodon Hahn & Hahn, 1999
          - B. atlantica Hahn & Hahn, 1999

        - Gerhardodon Kielan-Jaworowska & Ensom, 1992
          - G. purbeckensis Kielan-Jaworowska & Ensom, 1992

        - Iberodon Hahn & Hahn, 1999
          - I. quadrituberculatus Hahn & Hahn, 1999

        - Lavocatia Canudo & Cuenca-Bescós, 1996
          - L. alfambrensis Canudo & Cuenca-Bescós, 1996

        - Ecprepaulax Hahn & Hahn, 1999
          - E. anomala Hahn & Hahn, 1999

      - Familie †Allodontidae Marsh, 1889
        - Ctenacodon Marsh, 1879
          - C. serratus Marsh, 1879
          - C. nanus Marsh, 1881
          - C. laticeps Marsh, 1881
          - C. scindens Simpson, 1928

        - Psalodon Simpson, 1926
          - P. potens Marsh, 1887
          - P. fortis Marsh, 1887
          - P. marshi Simpson, 1929

      - Familie †Zofiabaataridae Bakker, 1992
        - Zofiabaatar Bakker & Carpenter, 1990
          - Z. pulcher Bakker & Carpenter, 1990

      - Familie Incertae sedis
        - Glirodon Engelmann & Callison, 2001
        - G. grandis Engelmann & Callison, 2001

      - Familie †Plagiaulacidae Gill, 1872
        - Morrisonodon Hahn and Hahn, 2004
          - M. brentbaatar Bakker, 1998

        - Plagiaulax Falconer, 1857
          - P. becklesii Falconer, 1857

        - Bolodon Owen, 1871
          - B. crassidens Owen, 1871
          - B. falconeri Owen, 1871
          - B. minor Falconer, 1857
          - B. osborni Simpson, 1928
          - B. elongatus Simpson, 1928

      - Familie †Eobaataridae Kielan-Jaworowska, Dashzeveg & Trofimov, 1987
        - Eobaatar
          - E. magnus Kielan-Jaworowska, Dashzeveg & Trofimov, 1987
          - E. minor Kielan-Jaworowska, Dashzeveg & Trofimov, 1987
          - E. hispanicus Hahn & Hahn, 1992
          - E. pajaronensis Hahn & Hahn, 2001

        - Loxaulax Simpson, 1928
          - L. valdensis Simpson, 1928

        - Monobaatar Kielan-Jaworowska, Dashzeveg & Trofimov, 1987
          - M. mimicus Kielan-Jaworowska, Dashzeveg & Trofimov, 1987

        - Parendotherium Crusafont Pairó & Adrover, 1966
          - Parendotherium herreroi Crusafont Pairó & Adrover, 1966

        - Sinobaatar Hu & Wang, 2002
          - Sinobaatar lingyuanensis Hu & Wang, 2002

        - Heishanobaatar Kusuhashi et al., 2010
          - H. triangulus Kusuhashi et al., 2010

        - Teutonodon Martin et al 2016
          - Teutonodon langenbergensis Martin et al., 2016

      - Familie Albionbaataridae Kielan-Jaworowska & Ensom, 1994
        - Albionbaatar Kielan-Jaworowska & Ensom, 1994
          - A. denisae Kielan-Jaworowska & Ensom, 1994

        - Proalbionbaatar Hahn & Hahn, 1998
          - P. plagiocyrtus Hahn & Hahn, 1998

        - Kielanobaatar Kusuhashi et al., 2010
          - K. badaohaoensis Kusuhashi et al., 2010

      - Familie †Arginbaataridae Hahn & Hahn, 1983
        - Arginbaatar Trofimov, 1980
          - Arginbaatar dmitrievae Trofimov, 1980